# Джааджаа, Самир
Самир Фарид Джааджаа (араб. سمير فريد جَعْجَع‎; род. 25 октября 1952, Бейрут) — ливанский правохристианский политик, председатель партии Ливанские силы. Активный участник гражданской войны в Ливане, командир фалангистских вооружённых формирований. При просирийском режиме 1994—2005 находился в заключении. Освобождён Кедровой революцией. Один из лидеров политического блока Коалиция 14 марта. Кандидат в президенты Ливана на выборах 2014—2016.

## Правохристианский фалангист
Родился в небогатой маронитской семье младшего офицера ливанской армии Фарида Джааджаа. После школы изучал медицину в Американском университете Бейрута и в Университете Святого Иосифа. Приобрёл профессию врача, но никогда не работал по специальности.
Самир Джааджаа с юности придерживался политических взглядов, которые в Ливане квалифицируются как правохристианские. Студентом он вступил в ультраправую партию Катаиб (Ливанская фаланга), основанную Пьером Жмайелем. Социальное происхождение Джааджаа использовалась в эгалитаристской пропаганде, характерной для фалангистов. При этом идеологические взгляды Джааджаа временами характеризовались как христианский социализм в духе Пьера Тейяра де Шардена.

## Командир гражданской войны

### «Спецназ Башира»
В 1975 году в Ливане началась многолетняя гражданская война. 22-летний Самир Джааджаа прервал учёбу и активно включился в фалангистскую милицию. Продемонстрировал эффективные боевые и командные качества. Возглавлял «спецназ» фалангистов, подчинённый Баширу Жмайелю-младшему. Был одним из ведущих командиров правохристианского ополчения Ливанские силы. (Из-за войны Джааджаа не успел полностью завершить медицинское образование.)
Самир Джааджаа был видным командиром «Ливанских сил» в столкновениях с «левомусульманскими» силами ООП, ПСП, ЛКП, в Стодневной войне 1978 и Битве при Захле 1981 против сирийских войск. Также он участвовал в междоусобной борьбе внутри правохристианского лагеря. Особенно обострились эти противоречия в 1977 году, когда часть правохристиан — прежде всего клан Франжье и движение Марада — вступил в союз с Сирией, а фалангисты заняли националистическую антисирийскую позицию. Предполагается, что 13 июня 1978 именно «спецназ» Самира Джааджаа совершил Эденскую резню — убийство Тони Франжье (сын президента Сулеймана Франжье), его жены и дочери. Джааджаа признаёт своё участие в бою с движением Марада, но отрицает причастность к расправе с семьёй Франжье.
В 1982 году Самир Джааджаа поддерживал Операцию «Мир Галилее» — израильское вторжение в Ливан с целью уничтожения военной инфраструктуры ООП. Участвовал в фалангистских «акциях возмездия» после убийства избранного президентом Ливана Башира Жмайеля. В 1982—1983 командовал Северным фронтом Ливанских сил в районе города Бишари, откуда родом его семья. Вёл активные боевые действия против сирийских войск, формирований ПСП, шиитского движения Амаль.

### В междоусобной борьбе
Самир Джааджаа настаивал на максимально жёсткой линии, выступал за военные решения политических конфликтов. Жёсткий курс Джааджаа реализовывал на практике, постоянно пускал в ход оружие, в том числе в конфликтах с правительственными войсками. На этой почве он конфликтовал с президентом Амином Жмайелем (братом убитого Башира), который был сторонником более компромиссного курса.
В марте 1985 года руководство Катаиб по инициативе Жмайеля приняло решение исключить Джааджаа из партии. В ответ Самир Джааджаа в союзе с Ильясом Хобейкой совершил внутрипартийный переворот, арестовав сторонников президента и разоружив их ополчение. Был отстранён от командования «Ливанскими силами» Фуад Абу Надер. При этом Самир Джааджаа позиционировался как продолжатель политической традиции Башира Жмайеля — маронитского «президента навеки».
В начале 1986 года произошёл раскол между Джааджаа и Хобейкой, поскольку Хобейка ориентировался на союз с Сирией, тогда как Джааджаа был категорическим противником режима Хафеза Асада. Роберт Хатем, начальник охраны Хобейки, впоследствии отмечал, что Джааджаа имел тысячу преданных ему боевиков, склонных к военной демократии, которые никогда не согласились бы жить «в полицейском государстве Хобейки».
Сторонники Джааджаа одержали победу в бейрутских боях, и 15 января 1986 Джааджаа был объявлен единоличным главой «Ливанских сил». На том этапе его союзником выступал Карим Пакрадуни.

### Во главе «Ливанских сил»

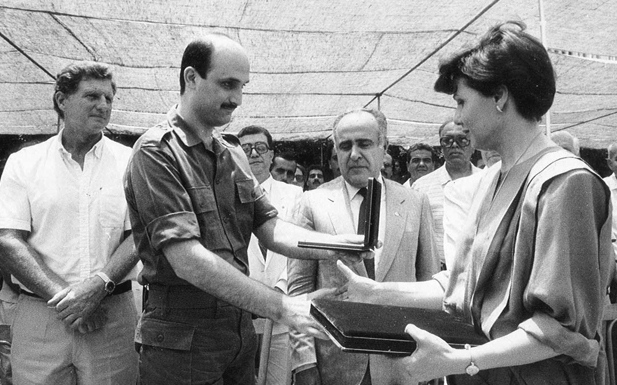
Самир Джааджаа с Лейлой Хауи, дочерью Уильяма Хауи

Самир Джааджаа сумел укрепить «Ливанские силы» в военном и политическом отношении. Он жёстко противостоял сирийским оккупационным войскам и
просирийским политическим силам Ливана. На контролируемых территориях была отлажена система управления, стимулировалось предпринимательство, сформировалось социальное обеспечение (особое внимание Джааджаа уделял развитию бесплатной медицины).
Он оставался также членом руководящего органа партии Катаиб и в 1992 баллотировался на пост председателя, однако проиграл выборы Жоржу Сааде. После этого Джааджаа создал в Катаиб «Комитет спасения партии» из своих сторонников.
Во внешней политике Джааджаа пытался установить  отношения с США и с Ираком, поскольку иракский президент Саддам Хусейн был непримиримым врагом сирийского президента Хафеза Асада.
В конце 1980-х Самир Джааджаа кратковременно поддерживал в политической борьбе командующего вооружёнными силами Ливана генерала Мишеля Ауна. В октябре 1989 года президент Аун подписал Таифские соглашения об урегулировании ливанского конфликта. Джааджаа первоначально поддержал эти договорённости как завершение гражданской войны, но вскоре изменил позицию, посчитав неоправданной уступкой Дамаску и просирийским силам. Началась жёсткая конфронтация Джааджаа и Ауна. В этом конфликте произошло также столкновение Самира Джааджаа с другим правохристианским лидером — основателем движения Стражи кедров Этьеном Сакером.
В 1990 году Джааджаа был также обвинён в убийстве Дани Шамуна, сына бывшего президента Камиля Шамуна. Клан Шамунов представлял другое направление правохристиан. Дани Шамун после смерти своего отца возглавлял Национал-либеральную партию, а до того командовал партийной Милицией Тигров (подобно тому, как Башир Жмайель выполнял эту функцию в Катаиб, а Тони Франжье — в движении «Марада»). Однако существует иная версия — в убийстве Шамуна-младшего обвиняются сирийские спецслужбы. Он невиновности Джааджаа заявлял и старший брат Дани Шамуна Дори Шамун.
В конце 1990 года Самир Джааджаа получил предложение войти в кабинет Омара Караме, но отказался, считая правительство подчинённым Сирии.

## Суд и заключение
В 1994 году, при правлении просирийского президента Ильяса Храуи, Самир Джааджаа был арестован и отдан под суд. Он оказался единственным участником ливанской гражданской войны, кому были предъявлены обвинения в военных преступлениях. Формальным поводом послужил теракт в церкви 27 февраля 1994, в результате которого погибли девять человек — что позволило совершить изъятие из закона об амнистии.
Причастность Джааджаа к взрыву в церкви никак не удалось установить, и по этому обвинению он был оправдан. Однако в 1995 ему были вынесены четыре пожизненных приговора за политические убийства (в том числе Дани Шамуна, бывшего премьер-министра Рашида Караме, Тони Франжье и ещё более тысячи человек), создание незаконного вооружённого формирования, сотрудничество с израильскими войсками в 1982 году. Amnesty International характеризовала процесс как неправовой, приговор — как политически мотивированный.
Тюремное заключение Самир Джааджаа отбывал в подвале Министерства обороны Ливана. 11 лет он провёл в маленькой одиночной камере без окон. Эти годы, по словам самого Джааджаа, он провёл за чтением христианской, индуистской и мусульманской литературы, дополнительно изучал работы Тейяра де Шардена, занимался медитацией.

## Политик Кедровой революции

### Освобождение
В 2005 году массовые протесты ливанцев против сирийской оккупации (начавшиеся после убийства популярного экс-премьера Рафика Харири 14 февраля 2005) переросли в Кедровую революцию. Сирийские войска были вынуждены покинуть Ливан, сменились парламент и правительство. Кардинально изменилась общеполитическая ситуация в стране.
18 июля 2005 парламент утвердил новый закон об амнистии. 26 июля 2005 Самир Джааджаа был освобождён. Несколько месяцев он провёл на лечении во Франции. Вернулся в Ливан 25 октября 2005 — в день своего 53-летия.

### Лидер «Ливанских сил»
Самир Джааджаа активно включился в ливанскую политику. Он стал председателем «Ливанских сил», преобразованных в новую политическую партию. Заместителем Джааджаа является Жорж Адуан, во время гражданской войны один из лидеров боевой организации Танзим.
«Ливанские силы» сделались одной из стержневых структур Коалиции 14 марта. Союзниками Самира Джааджаа являлись Саад Харири (сын Рафика Харири), Амин Жмайель и другие лидеры Катаиб, а также Валид Джумблат, лидер ПСП (сын основателя ПСП Камаля Джумблата). Во время гражданской войны фалангисты Джааджаа и Жмайель были злейшими врагами ПСП и Джумблатов. Возникший между ними союз отразил кардинальное изменение ливанской политической ситуации. Несмотря на межличностные сложности с Фуадом Абу Надером, Джааджаа контактирует с движением Фронт свободы, встречался с его новым председателем Хасаном Абу Джуде, выступал в поддержку призывов к христианскому единству.
Этот блок противостоит просирийской Коалиции 8 марта и исламистской Хезболла. Напряжёнными остаются также отношения «Ливанских сил» с «Марадой». В сентябре 2008 между активистами этих партий произошли вооружённые столкновения, причём лидер «Марады» Сулейман Франжье-младший возложил ответственность персонально на Джааджаа.
В сирийском конфликте Самир Джааджаа симпатизирует оппозиции, высказывается за отстранение от власти Башара Асада, но выступает против вмешательства в войну. В то же время он крайне негативно относится к сирийским беженцам в Ливане, требует их депортации.
В сентябре 2008 года Самир Джааджаа произнёс программную речь на многотысячном митинге в Джунии. Он принёс извинения за «ошибки, совершённые при исполнении обязанностей перед нацией во время гражданской войны» и призвал не допускать политического насилия. Наблюдатели отмечали некоторую эволюцию взглядов Джааджаа от ультраправого радикализма к христианской демократии. Самир Джааджаа причисляется к самым влиятельным политикам Ливана, в некоторых публикациях рассматривается как «кингмейкер».
Самир Джааджаа активно выступает в международных связях Ливана. В марте 2007 он встречался в Елисейском дворце с тогдашним президентом Франции Жаком Шираком, год спустя вёл переговоры в Белом доме с тогдашним госсекретарём США Кондолизой Райс. В этих контактах Джааджаа объяснял свою позицию как защиту суверенитета Ливана от сирийского вмешательства.

### Попытка убийства
4 апреля 2012 на Самира Джааджаа было совершено неудачное покушение (оружием послужила снайперская винтовка, производимая только в США или РФ и отсутствующая на вооружении в ливанской армии). Преступники не были найдены, но практически все возложили ответственность на просирийских боевиков. Сам Джааджаа прокомментировал покушение словами: «Мы не остановимся, пока не завершим нашу революцию».

### Кандидат в президенты
В 2014 году Самир Джаджаа выдвинул свою кандидатуру на выборах президента Ливана. Его поддержала «Коалиция 14 марта». Это вызвало протесты политических противников, напоминавших об причастности Джааджаа к кровопролитиям 1970—1980-х. При этом, однако, признавалось, что такие обвинения могут быть предъявлены практическим всем ливанским политикам поколения Джааджаа.
В первом туре парламентского голосования 23 апреля 2014 Самир Джааджаа получил наибольшее количество голосов (48 из 124 присутствовавших депутатов), но не смог собрать положенных для избрания двух третей. Процедура выборов затянулась на два года.

### Альянс с Мишелем Ауном
В 2016 году Джааджаа неожиданно поддержал кандидатуру своего давнего противника Мишеля Ауна — лидера Свободного патриотического движения, занимающего в просирийском блоке относительно умеренную позицию. Джааджаа объяснил это необходимостью избрать легитимного главу государства, дабы стабилизировать ситуацию.

Мишель Аун теперь — президент Ливана. А Самир Джааджаа — его самый влиятельный христианский союзник.

Такое решение Джааджаа привело к конфликту «Ливанских сил» с Катаиб (партией, в которой Джааджаа занимал в молодости одну из ведущих позиций). Лидер фалангистов Сами Жмайель (внук Пьера Жмайеля, сын Амина Жмайеля) отказался поддержать союз Джааджаа с Ауном.
С другой стороны, высказывается мнение, что сближение Джааджаа с Ауном явилось ударом по «Хезболла» и усилила позиции христианской общины Ливана.

### Примирение с Франжье
14 ноября 2018 Самир Джааджаа встретился с Сулейманом Франжье-младшим - лидером «Марады», сыном убитого Тони Франжье. Посредником выступил маронитский патриарх Бешар Бутрос Раи. По результатам встречи Было объявлено об историческом примирении между движением «Марада» и «Ливанскими силами». С приветствиями по этому поводу выступили премьер-министр Ливана Саад Харири, лидер Катаиб Сами Жмайель, официальный представитель Свободного патриотического движения Джебран Басиль. Сами Жмайель выразил надежду, что этот шаг «укрепит национальное примирение на основе реальной демократии, уважения к многообразию и плюрализму».

## Семья и личность
У Самира Джааджаа есть сестра Нухад и брат Жозеф. Жозеф Джааджаа проживает в США, является вице-президентом и руководителем информационной службы в Университете Мэриленда (по другим данным, он работает в НАСА).
Длительное время, особенно в разгар гражданской войны, Самир Джааджаа принципиально не заводил семьи — поддерживая имидж «железного воина-монаха». В 1987 году он женился на дочери известного маронитского предпринимателя Сетриде Таук. Сетрида Джааджаа — политическая соратница мужа, активистка «Ливанских сил», депутат парламента Ливана. Детей у четы Джааджаа нет.
Супруги Джааджаа известны тесными дружескими связями не только с правохристианскими политиками, но и с представителями творческой элиты и медиа-мира Ливана. Большая группа ливанских журналистов, художников, поэтов и музыкантов участвовала в торжественно-траурной церемонии, проведённой в доме Джааджаа по случаю кончины Фарида Джааджаа-старшего.
Роберт Хатем характеризовал Самира Джааджаа как «человека догматично благочестивого, как все горцы». В характере Джааджаа всегда отмечались[кем?] такие черты, как фанатическая идейная убеждённость, личная храбрость, упорство, жёсткость, доходящая до беспощадности. В то же время его позиции всегда отличались искренностью, беспринципное маневрирование не характерно для этого политика. Искренними считаются и исходящие от него в последние годы призывы к миру и национальному единению ливанцев.
Отношение сторонников к Самиру Джааджаа сравнивается с почитанием Нельсона Манделы.